# Racomitrium japonicum
Racomitrium japonicum còn gọi rêu cát Nhật Bản là một loài Rêu trong họ Grimmiaceae. Loài này được Dozy & Molk. mô tả khoa học đầu tiên năm 1847.